# Diga di Hirfanlı
La diga di Hirfanlı è una diga della Turchia. Si trova nella provincia di Kırşehir. È stata costruita tra il 1953 ed il 1959 per la produzione di energia elettrica e la regolazione delle acque di quello che è il più lungo fiume turco.

## Fonti
- (EN) Sito dell'agenzia turca delle opere idrauliche, su www2.dsi.gov.tr. URL consultato l'8 agosto 2011 (archiviato dall'url originale il 20 agosto 2008).